# Exegesi
L'exegesi és una disciplina teològica que estudia la Bíblia i altres llibres sagrats com l'Alcorà (on aquesta disciplina s'anomena tafsir). L'exegesi moderna se serveix de ciències auxiliars com filologia, crítica literària, crítica històrica, arqueologia i altres. Els seus principis són elaborats per l'hermenèutica.
La paraula exegesi prové del grec ἐξηγεῖσθαι, «interpretar, extreure el significat d'un text donat». L'exegesi sol ser contrastada amb l'eisegesi, que significa «inserir les interpretacions personals en un text donat». En general, l'exegesi pressuposa un intent de veure el text objectivament, mentre que eisegesi implica una visió més subjectiva.
Tot i que l'exegesi més àmpliament coneguda és la que tracta amb llibres cristians, jueus i islàmics, per extensió s'utilitza la paraula per a la interpretació de llibres d'altres religions, i fins i tot de llibres no religiosos.

## Al catolicisme
El catolicisme afirma la necessitat de la tradició i del magisteri com a orientadors de l'exegesi, la qual esdevé, així, serventa de la dogmàtica i de l'apologètica i fa molt difícil la crítica científica.

### Exegesi tradicional
L'exegesi tradicional és la que s'ha utilitzat històricament i es diferencia per utilitzar poc els recursos de la crítica literària, històrica i altres mètodes científics. Pren els llibres sagrats com una unitat, accepta la seva inspiració divina i els fenòmens sobrenaturals atribuïts als actors del llibre. Requereix una anàlisi de paraules significatives en el text, l'examen del context general històric i cultural, i la confirmació dels límits d'un passatge.
Entre els exegetes catòlics antics hi ha Orígenes, Joan Crisòstom, Teodoret, Diodor de Sicília, Hilari I, Ambròs de Milà i principalment, Jeroni d'Estridó. A l'edat mitjana, l'exegesi fou representada per Gregori, Bernat de Claravall, Bonaventura de Bagnoregio i Tomàs d'Aquino. Posteriorment en el segle xvi durant la reforma, sorgiren molts intèrprets racionalistes de la Bíblia que foren contestats pels catòlics Cornelius Lapide i Dom Calmet.

### Exegesi moderna
L'exegesi moderna valora per igual els llibres sagrats amb la resta de llibres. Utilitza amb prudència ciències auxiliars com la filologia, la crítica literària i històrica, arqueologia i altres. Accepta la seva inspiració divina tot i qüestionar elements miraculosos o sobrenaturals. Pot utilitzar comparativa amb altres fonts alienes, com llibres apòcrifs, gèneres literaris i corrents de pensament de l'època.
El Concili Vaticà II indica tres criteris per a una interpretació de la Sagrada Escriptura conforme a l'Esperit que l'hauria inspirat: la unitat de tota l'Escriptura, el respecte del context de la tradició viva de tota l'Església i l'analogia de la fe, és a dir, la cohesió de les veritats de fe individuals entre elles i amb el pla complet de la Revelació.

## Al protestantisme
L'exegesi científica troba els seus arrels en l'humanisme des de la fi del segle xv. El protestantisme va continuar l'estudi crític, enllà de la interpretació única i canònica imposada pel magisteri romà. Els tres principals corrents exegètics de la Reforma foren representats per Huldrych Zwingli, Martí Luter i Joan Calví. El primer seguí la visió humanística de l'època, segons la qual calia llegir la Bíblia com tots els altres llibres. Luter, per al qual la Bíblia era el llibre d'espiritualitat del cristià, introduí una distinció entre l'Antic Testament (llibre de la Llei) i el Nou Testament (llibre de la Gràcia). Calví sostingué la necessitat de posseir l'Esperit Sant per a una recta exegesi i la no-distinció d'ambdós Testaments, pel fet que tenen el mateix Esperit Sant com a autor. L'exegesi protestant posterior ha seguit més el corrent calvinista que no el luterà.

## Al judaisme
Les formes tradicionals d'exegesi jueva apareixen a través de la literatura rabínica, que inclou el Mixnà, el Talmud de Babilònia, el Talmud de Jerusalem i la literatura midraix. Els exegetes jueus reben el títol de mefarxim (comentaristes).
- El midraix forma una exposició de l'exegesi bíblica de la Torà i els seus paràgrafs relacionats amb la Llei, que també és un objecte d'anàlisi.
- L'Halacà comprèn una exegesi de la Llei escrita.
- L'Agadà és una exegesi de parts del Torà no connectades a la Llei.
- El Tanakh comprèn l'estudi exegètic de la Torà, els Profetes i els Escrits, les tres divisions de la Bíblia jueva (que els cristians anomenen Antic testament).
- La Masora és l'exegesi que va determinar les regles i principis que governen els textos bíblics.
- La redacció del Talmud, foren estudis exegètics, i en si s'han convertit en objecte d'estudi i anàlisi.

L'exegesi jueva no es va acabar amb la redacció del Talmud, sinó que va continuar durant els temps antics, l'edat mitjana i el Renaixement i encara avui en dia. Els jueus tenen centres per a estudis exegètics arreu del món, en cada comunitat: consideren l'exegesi una eina important en la comprensió de les Escriptures.

## A l'islam
L'exegesi alcorànica s'anomena tafsir i un exegeta mufassir. Aquest ha ser expert en 15 punts que inclouen, a més d'una preparació en teologia, una gran formació lingüística, històrica i de coneixença dels hadits. El tafsir no inclou l'estudi esotèric de l'Alcorà; aquest és el camp del que s'anomena tawil. Abd-Al·lah ibn Abbàs, contemporani de Mahoma, és considerat el pare d'aquesta disciplina islàmica.